# Le Rendez-vous des mélomanes
Pour plus de détails, voir Fiche technique et Distribution.
Le Rendez-vous des mélomanes, ou Concert en coin-coin (titre original : A Corny Concerto), est un cartoon Merrie Melodies réalisé par Bob Clampett, sorti en 1943.
Ce film animé, qui met en scène Elmer Fudd, Porky Pig, Bugs Bunny et Daffy Duck, est une parodie de Fantasia (1940) de Walt Disney. Il se compose de deux volets illustrant deux des valses les plus connues de Johann Strauss II : Contes de la forêt viennoise et Le Beau Danube bleu. Dans la première séquence, on y voit Porky Pig chasser Bugs Bunny avec son chien ; dans la seconde, on suit les péripéties d'un jeune Daffy Duck, une femelle cygne et ses petits contre un vautour.

## Synopsis

### Séquence 1:Contes de la forêt viennoise
Porky chasse Bugs avec son chien. Bugs fait lire au chien de Porky un livre sur les bonnes manières lorsque ce dernier trouve Bugs et le pointe (comme s'il l'avait pointé des doigts) et le ferme avec son nez dedans ! Lorsque Bugs réussit à s'emparer du fusil de Porky mais qu'il le lance dans le trou d'arbre d'un écureuil, ce dernier essaye de tirer sur les trois présumés coupables : Porky et son chien n'ont pas été touchés ; seul Bugs (apparemment) l'est. Quand Porky veut le soigner, Bugs révèle un sous-vêtement et gifle Porky et son chien et emmêle les nœuds du chapeau de Porky avec les oreilles de son animal.

### Séquence 2:Le Beau Danube bleu

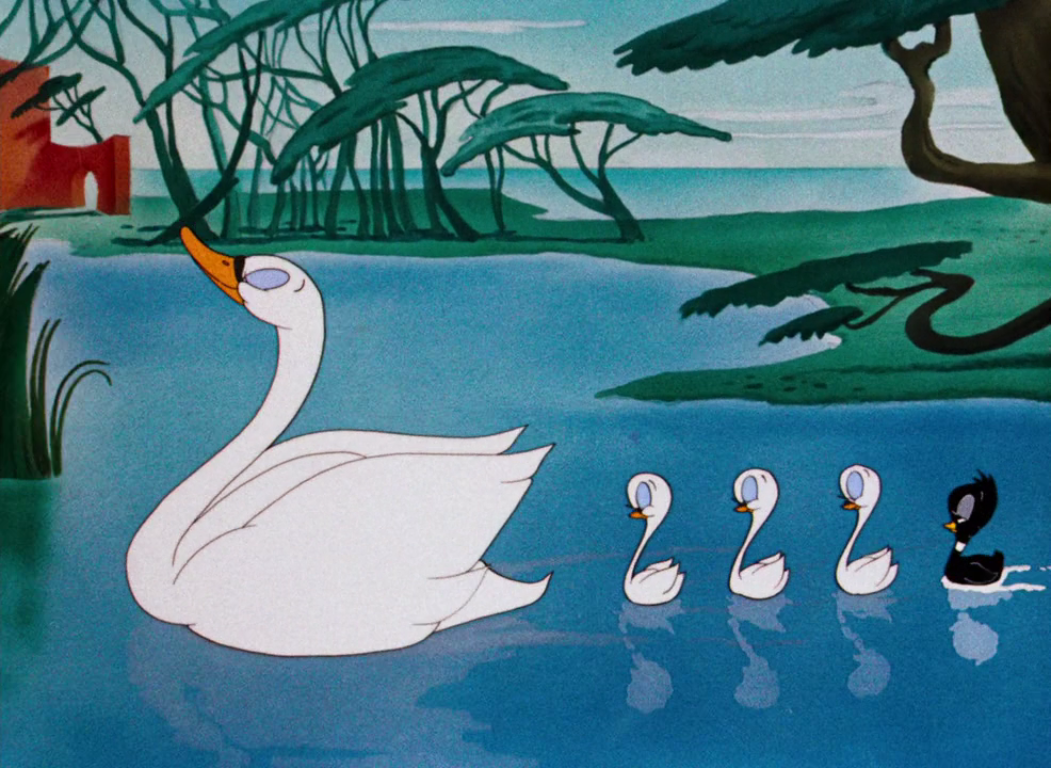
La maman cygne, ses trois petits et le petit Daffy dans la séquence Le Beau Danube bleu.

Un jeune Daffy veut faire partie d'une famille de cygnes. Seulement, il n'attire que des ennuis à la femelle et ses petits. Le cygne lui donne alors une correction. Lorsqu'un vautour aperçoit les cygnes, il décide d'emporter les petits pour les manger et colle un panneau Réformé P-4 sur Daffy. Lorsque la maman cygne s'aperçoit de la disparition de ses enfants, elle s'évanouit. Daffy lui verse de l'eau et vole au secours des bébés cygnes puis cogne le vautour en lui donnant un bidon rempli de dynamite. Lorsque la dynamite explose, l'âme du vautour (un ange) s'en va au septième ciel. La maman cygne est très reconnaissante de Daffy et l'autorise à l'accompagner avec ses petits.

## Fiche technique
- Titre : Le Rendez-vous des mélomanes
- Titre original : A Corny Concerto
- Réalisation : Robert Clampett
- Scénario : Frank Tashlin
- Musique originale : Carl W. Stalling (non crédité)
- Directeur musical : Carl W. Stalling
- Orchestrateur  : Milt Franklyn (non crédité)
- Montage et technicien du son (effets sonores) : Treg Brown (non crédité)
- Enregistreur du son  : Charles David Forrest (non crédité)
- Producteur : Leon Schlesinger
- Société de production : Leon Schlesinger Studios
- Distribution : 
  - Warner Bros. Pictures (1943) (cinéma)
  - Warner Home Video (2004) (États-Unis et Europe) (DVD)
  - Warner Home Video (2005) (États-Unis) (DVD)
  - Warner Home Video (2012) (États-Unis et France) (DVD et Blu-ray)
  - Warner Home Video (2015) (France) (DVD)
- Pays d'origine :  États-Unis
- Langue : Anglais
- Format : Technicolor - 1,37 :1  - son : mono
- Durée : 8 minutes
- Dates de sortie : 
  -  États-Unis : 25 septembre 1943

## Animation
- Robert McKimson : animateur
- Rod Scribner (en) : animateur (non crédité)
- Virgil Ross : animateur (non crédité)

## Musiques
- Contes de la forêt viennoise, musique de Johann Strauss fils
- Le Beau Danube bleu, musique de Johann Strauss fils
- Concerto pour piano nº 1 de Tchaïkovski, musique de Piotr Ilitch Tchaïkovski

## Distribution

### Voix originales
Sauf indication contraire, les informations mentionnées dans cette section peuvent être confirmées par la base de données cinématographiques IMDb,  présente dans la section « Liens externes ».
- Arthur Q. Bryan : Elmer Fudd
- Bea Benaderet : la mère et le bébé cygne
- Robert Clampett : le chien

### Voix françaises

#### 1erdoublage(années 60)
- Pierre Trabaud : Elmer Fudd, narration en voix-off
- Guy Piérauld : narration en voix-off de l’écran-titre

#### 2edoublage(années 2000)
- Patrice Dozier : Elmer Fudd
- Bernard Métraux : narration en voix-off